# Federação Caboverdiana de Andebol

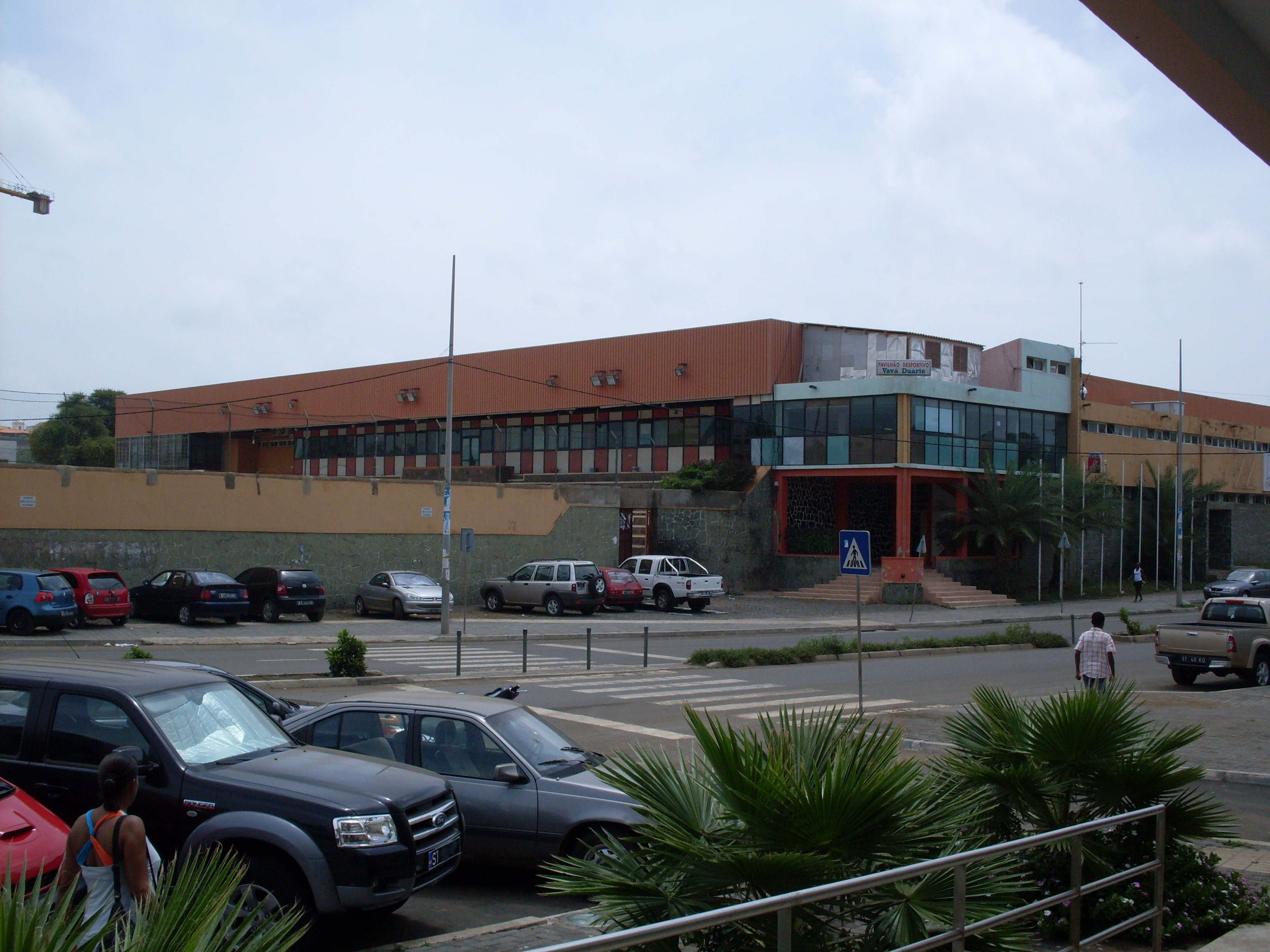
Der Pavilhão Desportivo Vává Duarte, Sitz der FCA

Die Federação Caboverdiana de Andebol (portugiesisch für: Kapverdischer Handballverband, FCA) ist der Dachverband für Handball der westafrikanischen Inselrepublik Kap Verde. Der Verband gründete sich 1986 und hat seinen Sitz im Sportkomplex Pavilhão Desportivo Vává Duarte in Chã de Areia, einem Stadtteil der Hauptstadt Praia.
Es war der erste Nationale Sportverband der Inselrepublik, der eine kapverdische Nationalmannschaft eines Mannschaftssports zu einer Weltmeisterschaft brachte, zur Handball-WM der Männer 2021.

## Aktivitäten
Die FCA organisiert die Landesliga, den jeweiligen Campeonato Nacional de Andebol der Männer und der Frauen, der in je einem Turnier in je zwei Gruppen A und B ausgetragen wird. Dazu entsenden die Regionalverbände die Siegervereine ihrer Regionalligen, die von der FAC dann in die beiden Gruppen gelost werden und zur Ausspielung eingeladen werden, die an jährlich wechselnden Austragungsorten stattfinden. Im Endspiel der beiden Gruppensieger, ebenfalls in jährlich wechselndem Ort, wird dann der Landessieger ausgespielt. 2024 verteidigte der Hauptstadtklub ASA Stars (Regionalverband Associação Santiago Sul) gegen Graciosa do Tarrafal (Regionalverband Associação Santiago Norte ), beide von der Insel Santiago, seinen Vorjahrestitel.
Zudem betreut die FCA die Nationalmannschaften, darunter insbesondere die Kapverdische Männer-Handballnationalmannschaft, bei ihren Teilnahmen an internationalen Wettkämpfen, etwa zuletzt die Handball-WM der Männer 2025.
Auch die Kapverdische Beachhandball-Nationalmannschaft der Frauen und die der Männer werden von der FAC betreut.

## Organisation

### Mitgliedschaften
Die FCA ist u. a. Mitglied im Weltverband Internationale Handballföderation (IHF) und im afrikanischen Kontinentalverband Confédération Africaine de Handball (CAHB), wo sie in der Zone 2 geführt wird. Sie gehört auch dem Comité Olímpico Caboverdiano, dem kapverdischen Nationalen Olympischen Komitee an.

### Vereinsorgane
Seit 2021 ist António Teixeira Präsident des Verbandes. Teixeira war selbst Spieler und wirkte anschließend als Trainer, insbesondere lange Jahre bei der Frauenmannschaft des Hauptstadtklubs ABC da Praia.
Die FCA gliedert sich in folgende Vereinsorgane (alles Stand 2021):
- Verbandsleitung (Direção):
  - Präsident: António "Tony" Teixeira
  - Vize-Präsidenten: Carlos Alfama, Cristalina Rodrigues und Ângela Almeida
  - Generalsekretär (Secretário-geral): Adilson Zego
  - Schatzmeisterin (Tesoureira): Neusa Teixeira
  - stimmberechtigte Beiräte (Vogal): Maria Madalena Santos

- Generalversammlung (Assembleia-Geral):
  - Präsident: Valentim dos Reis
  - Vize-Präsidentin: Maria do Rosário Barbosa
  - Sekretär: Mário Costa
  - Vertreter: (Suplentes): Elcy Amarante, Emília Afonseca und Maria Odete Sandra Freire

- Kontroll- und Rechtsrat (Conselho Fiscal e Jurisdicional):
  - Präsident: Nair Silva
  - stimmberechtigte Beiräte (Vogais): Ana Moreira und Maria Monteiro
  - Vertreter (Suplentes): Ernestina Batalha und Maria José Rodrigues

- Disziplinarrat (Conselho Disciplinar):
  - Präsident: Patrick Lopes

- Schiedsrat (Conselho Arbitragem):
  - Präsident: Adilson Lopes

### Regionalverbände
Die FCA unterhält acht Regionalverbände:
- Associação Regional de Andebol de S. Antão (Insel Santo Antão)
- Associação Regional de Andebol da Boavista (Insel Boa Vista)
- Associação Regional de Andebol do Fogo (Insel Fogo)
- Associação Regional de Andebol de S. Nicolau (Insel São Nicolau)
- Associação Santiago Norte de Andebol (Nordhälfte der Insel Santiago)
- Associação Santiago Sul de Andebol (Südhälfte der Insel Santiago)
- Associação Regional de Andebol de Sal (Insel Sal)
- Associação Regional de Andebol de S. Vicente (Insel São Vicente)

Auf den beiden Inseln Kap Verdes mit den mit Abstand wenigsten Einwohnern, Brava und Maio, sind bisher keine Regionalverbände gegründet worden (Stand: 2021).